# 相澤めぐみ
相澤 めぐみ（あいざわ めぐみ、4月1日 - ）は、日本の演歌歌手である。愛称は「めぐみん」。兵庫県神戸市出身、エスエス企画所属。

## 略歴
高校生の時に、英国のダイアナ元妃が対人地雷廃止運動に取り組んだことをテーマに作られた楽曲を聴いて感動し、歌手を目指す。卒業後、上京してアルバイトをする傍ら、演歌好きの祖父母の影響もあり、演歌歌手デュオ「裕子と弥生」の弥生に師事する。
ライブハウスなどに出演していたが、2012年に東京の赤羽にある健康ランドで歌姫に抜擢。その他多くの健康ランド、温泉、ホテル、祭りなどで歌謡ショーを行う。
2014年、『月の光 ／ 別れの予感』によりキングレコードよりデビュー。プロデビュー以来、おばあちゃんの原宿とも呼ばれる巣鴨地蔵通り商店街の納涼盆踊りや、池袋よさこい祭り・巣鴨会場の歌謡ショーに出演していた。
得意な歌は、テレサ・テン『時の流れに身をまかせ』『別れの予感』、石川さゆり『天城越え』、小柳ルミ子『瀬戸の花嫁』、夏川りみ『涙そうそう』など。
2022年2月、新型コロナウイルス感染症に罹患。その後、後遺症に苛まれ日常生活を送ることも困難となり、同年6月、故郷である神戸市の実家に戻る。以降、両親の介護を受けながら自宅療養を続けており、歌手活動は中断したままである。

## 温泉
赤羽の健康ランドで歌姫に抜擢されたことを切っ掛けに歌手デビューして以来、全国の健康ランドで歌謡ショーを行う。風呂や温泉に関わる場所での仕事が多いことから、それらに関する温泉ソムリエ、温泉観光実践士、高齢者入浴指導員などの資格を取得した。また、温泉観光実践士養成講座のイメージキャラクターを務めた。
温泉マニアのファンから成る後援会温泉部があり、部会長は浦達雄九州産業大学教授が務めている。

## 作品

### シングル
- 『月の光 ／ 別れの予感』（2014年）

### CD未発売曲
- 『我らライオンズ』 - ライオンズクラブ国際協会330-A。100周年記念アルバム収録曲

## 出演

### バラエティ
- 人生が変わる1分間の深イイ話
- 日曜ビッグバラエティ
- I love みどりんご